# Teasdale Patera
La Teasdale Patera è una struttura geologica della superficie di Venere.